# Dynamos Football Club
Il Dynamos Football Club è una società calcistica zimbabwese con sede a Mbare, Harare, dove fu fondata nel 1963 da Sam Dauya. Nota anche come DeMbare, milita nella massima divisione del campionato zimbabwese di calcio, la Premier Soccer League.

## Palmarès

### Competizioni nazionali
- Campionato zimbabwese: 22

1963, 1965, 1966, 1970, 1976, 1978, 1980, 1981, 1982, 1983, 1985, 1986, 1989, 1991, 1994, 1995, 1997, 2007, 2011, 2012, 2013, 2014
- Coppa di Zimbabwe: 7

1985, 1988, 1989, 1996, 2007, 2023, 2024
- Trofeo dell'indipendenza dello Zimbabwe: 5

1983, 1990, 1995, 1998, 2004
- Supercoppa di Zimbabwe: 1

2002
- OK Woza Bhora: 1

2004

### Altri piazzamenti
- Coppa di Zimbabwe:

Finalista: 1968, 1997, 2015
- CAF Champions League:

Finalista: 1998
Semifinalista: 2008

## Partecipazioni alle competizioni CAF
- Coppa dei Campioni d'Africa/CAF Champions League: 16 presenze

1981: Quarti di finale
1982: Secondo turno
1983: Secondo turno
1984: Quarti di finale
1986: Secondo turno
1987: Quarti di finale
1990: Secondo turno
1996: Secondo turno
1998: Finalista
1999: Fase a gironi
2008: Semifinale
2010: Fase a gironi
2011: Primo turno
2012: Secondo turno
2013: Primo turno
2014: Primo turno
- Coppa della Confederazione CAF: 1 presenza

2004: Primo turno
- Coppa delle Coppe CAF: 3 presenze

1989: Primo turno
1991: Quarti di finale
1997: Secondo turno

## Rosa 2008
| N. |                     | Ruolo | Calciatore          |
| -- | ------------------- | ----- | ------------------- |
|    | Zimbabwe (bandiera) | P     | Willard Manyatera   |
| 26 | Zimbabwe (bandiera) | D     | Reuben Mhlanga      |
| 30 | Zimbabwe (bandiera) | D     | Lovemore Mapuya     |
| 02 | Zimbabwe (bandiera) | D     | Sam Mutenheri       |
| 27 | Zimbabwe (bandiera) | D     | William Mapfumo     |
| 11 | Zimbabwe (bandiera) | C     | Murape Murape       |
| 07 | Zimbabwe (bandiera) | C     | Desmond Maringwa    |
| 08 | Zimbabwe (bandiera) | C     | Edward Sadomba      |
| 28 | Zimbabwe (bandiera) | C     | Justice Majabvi     |
|    | Zimbabwe (bandiera) | A     | Afia Makwinja       |
| 12 | Zimbabwe (bandiera) | A     | Sebastian Mutizirwa |

| N. |                     | Ruolo | Calciatore      |
| -- | ------------------- | ----- | --------------- |
|    | Zimbabwe (bandiera) | C     | Gift Zvavanhu   |
| 22 | Zimbabwe (bandiera) | C     | Lazarus Muhoni  |
|    | Zimbabwe (bandiera) | C     | Danisa Phiri    |
| 10 | Zimbabwe (bandiera) | A     | Norman Maroto   |
|    | Zimbabwe (bandiera) | A     | David Shoko     |
|    | Zimbabwe (bandiera) | C     | Benjamin Marere |
|    | Zimbabwe (bandiera) | C     | Wonder sithole  |
|    | Zimbabwe (bandiera) | D     | Brighton Tuwaya |
|    | Zimbabwe (bandiera) | A     | Leonard Tsipa   |
| 1  | Zimbabwe (bandiera) | P     | Zondai Nyaungwa |
|    | Zimbabwe (bandiera) | A     | Enasio Perezo   |
|    | Zimbabwe (bandiera) | P     | Tichaona Diya   |
|    | Zimbabwe (bandiera) | A     | Daniel Million  |

## Giocatori celebri o rappresentativi
- Lucky Dube
- Elvis "Chuchu" Chiweshe Eagles (Mazhiya) product
- Samson "Grade One" Choruwa
- Moses "Bambo/Razor Man" Chunga
- Jimmy "Daddy" Finch
- Evans "Earthquake/Maromo" Gwekwerere
- Earnest Kamba
- Oliver Kateya
- Sandras "Chopper" Kumwenda
- David "Yogi" Mandigora
- Mishek Chidzambwa
- Sunday "Mhofu" Chidzambwa
- Chamunoda Musanhu
- Oliver Kateya
- Freddy Mkwesha
- Kuda Muchemei
- Watson "Guard" Muhoni
- Vint Fulawo
- Gift "Ghetto" Mupariwa
- Shepherd Murape
- Tauya "Flying Doctor" Murehwa
- Ernest "Mr Cool" Mutano
- Lloyd "Samaita" Mutasa
- Lovemore "Magents" Ncube
- Tonderayi "Stanza" Ndiraya
- Francis "Sandura" Shonhai
- George "Mastermind" Shaya
- Makwinji Soma-Phiri
- Bheki "Pisa-Pisa" Mlothswa
- Vitalis "Digital" Takawira
- Kaitano Tembo
- Claudius "Hokoyo" Zviripayi
- Memory Mucherahohwa
- Forbes "fatso" Mberenga
- Edward "Madhobha"Katswere
- Archieford Chimutanda
- Ernest Masango
- Hope "zviyo" Chihota
- Obey Murefu
- Masimba Mbuwa
- Moses Zhuwawo
- Kuda Zinhu
- Amon Simba
- Tichaona Diya
- Ladson Kakara
- Tinei Chamunorwa
- GoDrey Muneri
- Sandras Kumwenda

## Allenatori
- Luke Masomere
- Keegan Mumba
- Moses "Bambo" Chunga
- Sunday "Mhofu" (Marimo) Chidzambwa
- David Mandigora
- Clemens Westerhof
- Peter Fanuel